# 食糧ビルディング

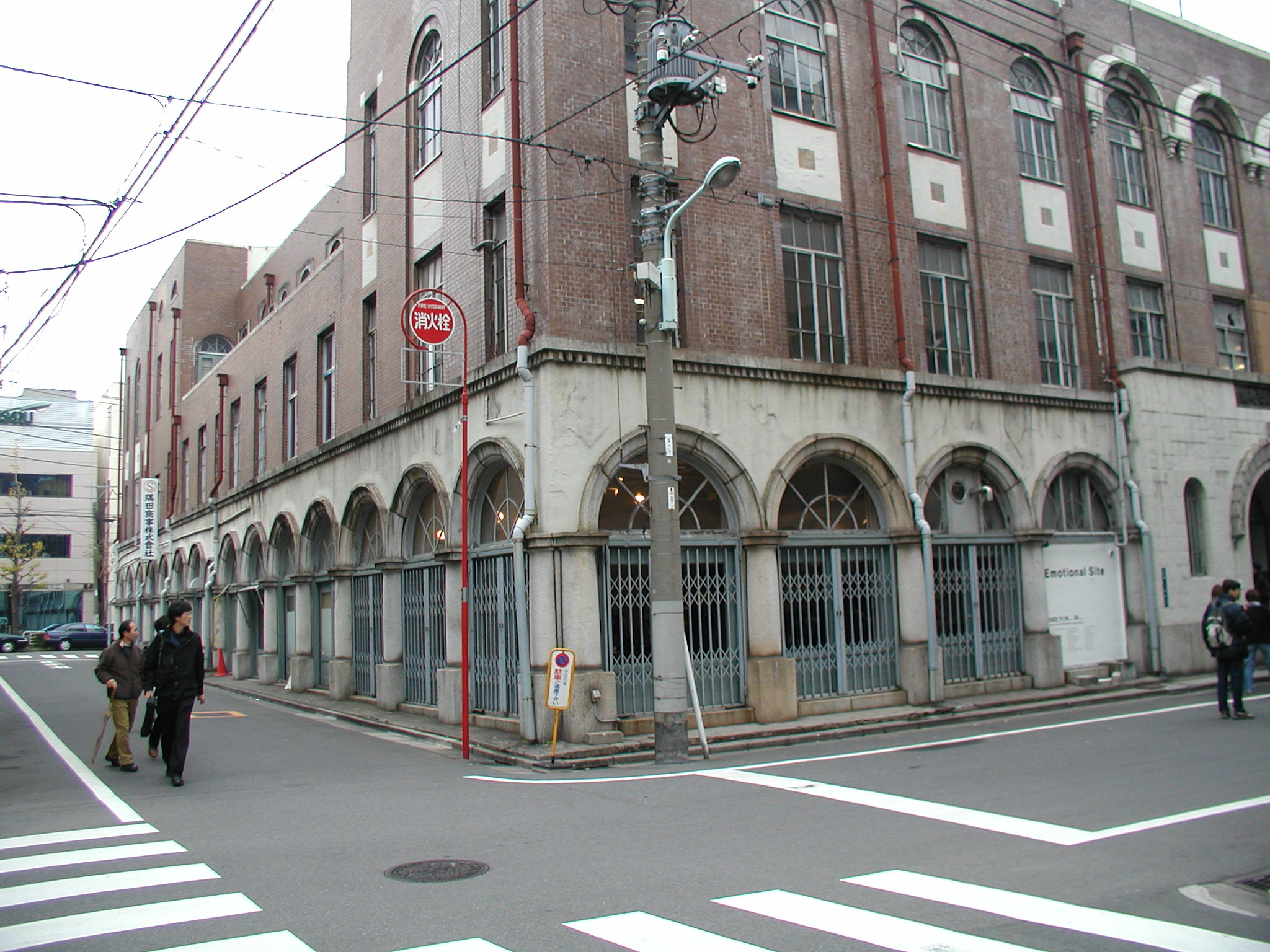
外観

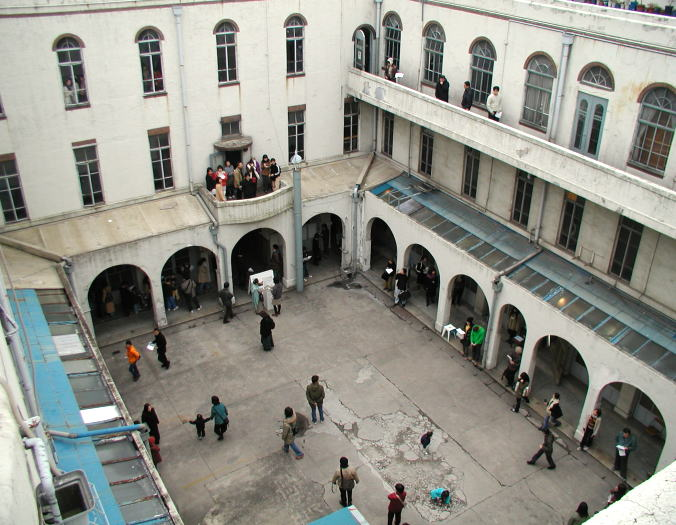
中庭

食糧ビルディング（しょくりょうビルディング）は、2002年まで東京都江東区佐賀1丁目8-4（永代橋の東岸近く）に存在した建築物。食糧ビル。
1927年竣工で、渡辺虎一の設計。

## 歴史
この近辺は、江戸時代（明暦の大火以降ともいわれる）から西の隅田川と北の仙台堀川という水運が生かされて川岸に蔵（倉庫）が林立し、明治時代には米穀問屋の一大中心地となった。
当初は木造平屋建ての建物が置かれていたものの、1923年の関東大震災によって焼失。前述のように1927年に、鉄筋3階（地下1階）建てのビルとして復興された。1941年（食糧管理法が制定される前年）まで、深川正米市場の取引拠点として機能した。戦後の1951年からは江東食糧販売協同組合の所有となり、民間の食糧関連会社がいくつか入居する形で使用された。
1983年 - 2000年までの17年間、「佐賀町エキジビット・スペース」（小池一子プロデュースの日本初ともいわれるオルタナティブ・スペース＝美術館でもギャラリーでもない第三の場という意味）としても、活用された。
建物の老朽化もあり、2002年6月末に都内のマンション開発業者（フォーユー）へ売却された後に解体され、集合住宅に生まれ変わった。
跡地へ2004年10月に竣工した地上14階建て総戸数が72戸の集合住宅（三井パークホームズ・門前仲町リバーイースト）はこの建物の特徴的だった、白いアーチ型のエントランスとベージュ系のタイル貼りが使われ、敷地内にはこの建物を紹介するプレートも設置されている。

## デザイン・構造
1階部分は白で統一され、2階以上はレンガタイル貼り。窓も含め、ふんだんに正円アーチが用いられた。
南北に門があり、自動車の行き来が可能なキャラバンサライのような中庭構造。
たびたび映画、テレビドラマ、広告、雑誌などのロケ地にもなった。

## 交通
東京メトロ東西線・都営地下鉄大江戸線門前仲町駅、東京メトロ半蔵門線水天宮前駅から徒歩10分。